# Багажниковий розпродаж

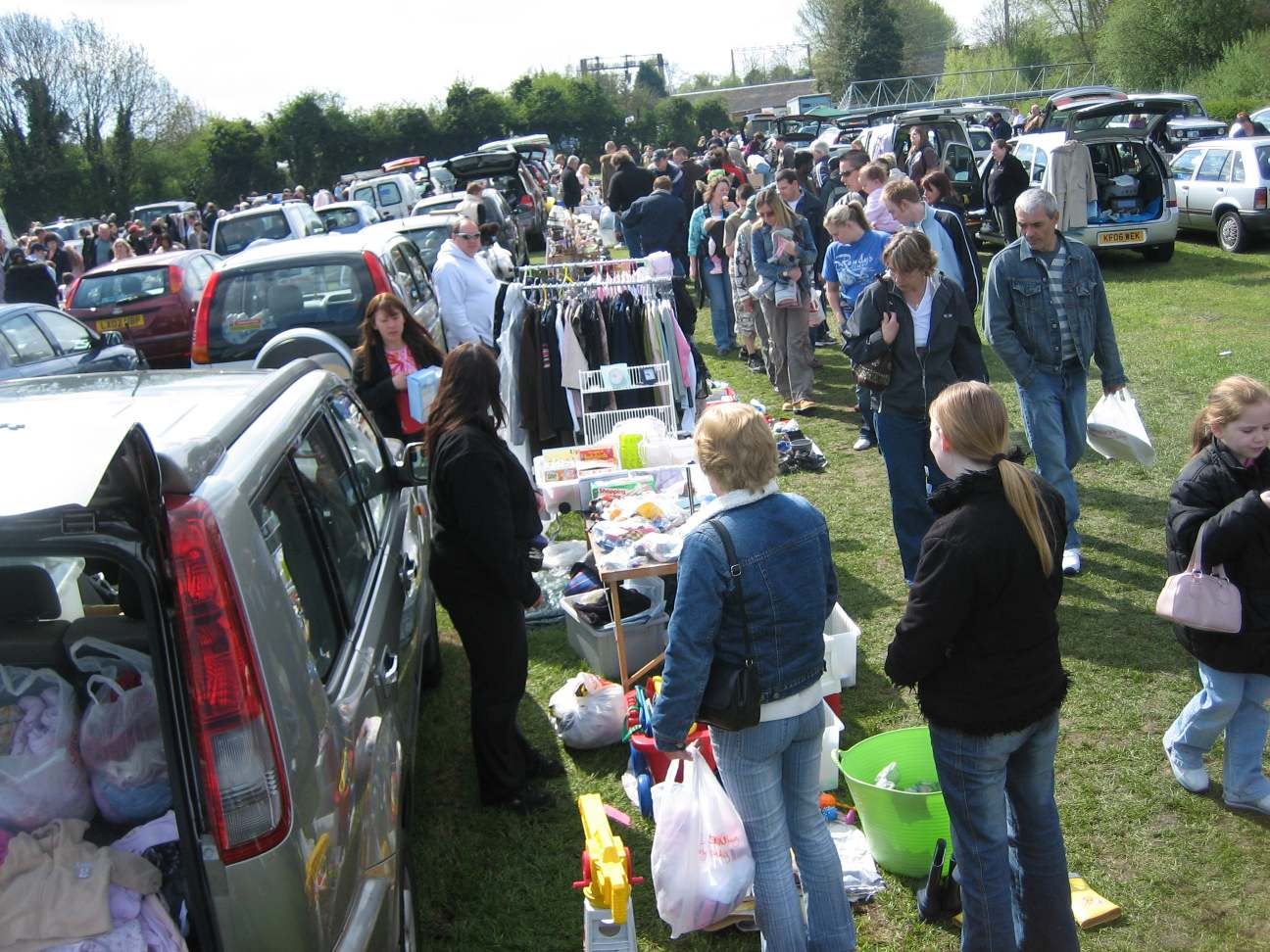
Багажниковий розпродаж

Бага́жниковий розпро́даж (car boot/trunk sales or boot/trunk fairs) є переважно Британським типом базару, на якому фізичні особи (звичайні люди) збираються разом, щоб продавати свої вживані речі з домашнього господарства та садівництва. Назва бере своє походження від того, що речі продаються із багажників машин або причепів. 
Багажникові розпродажі є способом утилізації все ще корисних речей, яких хазяїн вже не потребує особисто і які колись викидалися. Зазвичай вони проводяться влітку, проте все частіше такі розпродажі проводяться усередині приміщень, що дозволяє ігнорувати погодні умови і пори року. На даний час існує вже декілька круглорічних багажникових розпродажів в різних районах Британії. Такі розпродажі дуже популярні в окремих регіонах Австралії, а зростання їхньої популярності відбувається в усії Європі.

## Місцерозташування

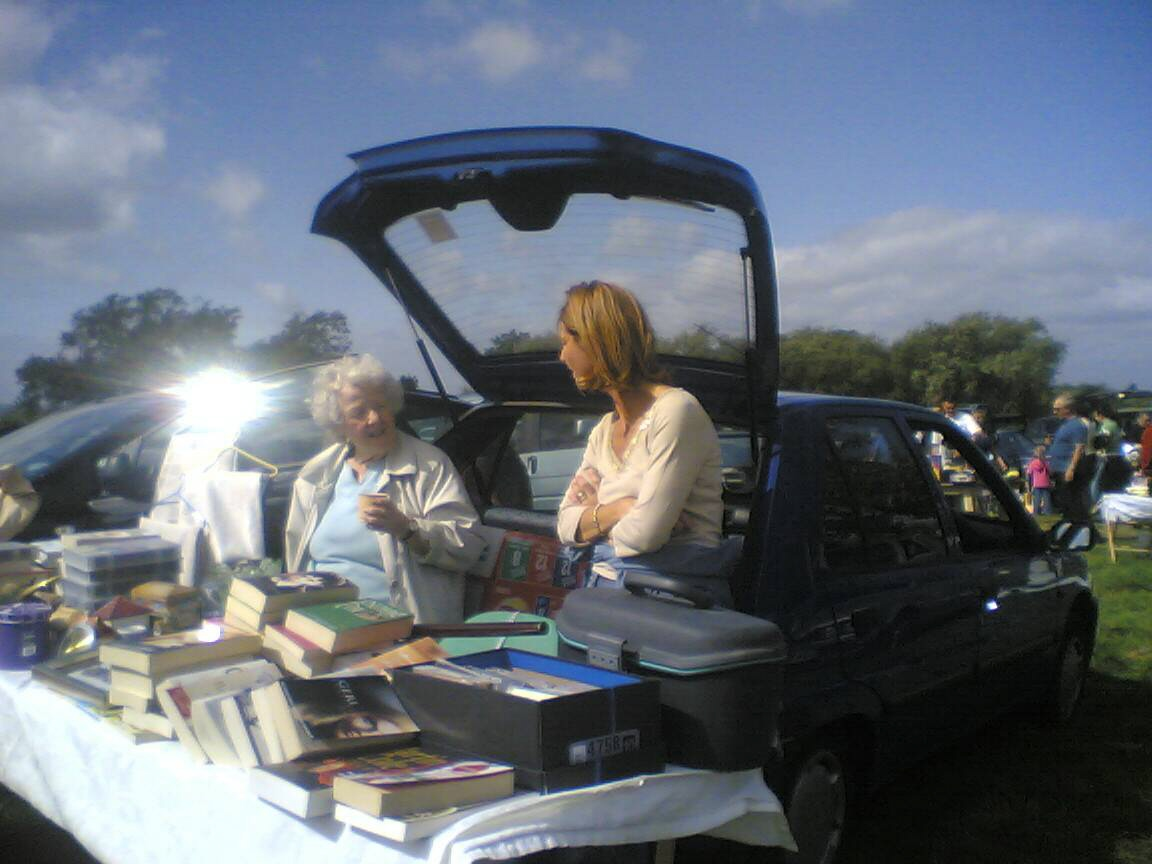
Автомобіль.

Дуже часто багажникові розпродажі проводяться у вихідні (здебільшого в неділю) на подвір'ях шкіл та інших муніципальних будівель або ж в парках чи автопарковках. Продавці сплачують стандартизоване мито-збір і виставляють свій товар на розкладні столики, покривала а то й просто на землю. Іноді за вхід беруть невеликий адміністративний збір. Прорекламованих годин відкриття дотримуються рідко, а старт торгівлі і приїзд нових продавців відбувається хаотично.

## Історія
Католицький священик із Стокпорта, Гаррі Кларк вперше презентував багажниковий розпродаж в Британії після схожого побаченого ним на канікулах в Канаді на поч. 1970-их. Зараз ці розпродажі щовихідних проводяться в усіх куточках Британії.

## Багажникові розпродажі он-лайн
За останні роки в інтернеті з'явилося багато веббагажникових розпродажів, оскільки це дає можливість продавати і купувати товари цілодобово, незважаючи на погану погоду.

## Товари

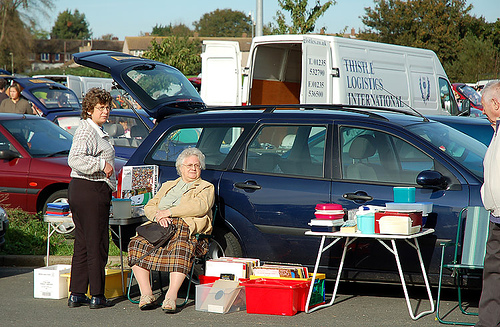

На товари рідко надається гарантія, так само як практично ніде ви не зможете перевірити справність електронних пристроїв.